# Сава Силов
Сава Генчов Силов е български революционер от българското националноосвободително движение, участник в Четата на Хаджи Димитър и Стефан Караджа.
Запазени са малко сведения за Сава Силов. Участник в четата на Хаджи Димитър и Стефан Караджа. Заловен е от турците по време на боя при Каплъдере. Осъден е на смърт в Русе и обесен на 19 юни 1868 година в Стара Загора.
На негово име е наречена улица в Стара Загора.